# Яковково (Новгородская область)
Яковково — деревня без постоянного населения в Окуловском муниципальном районе Новгородской области, относится к Кулотинскому городскому поселению.

## География
Деревня Яковково расположена в 2 км к северу от автомобильной дороги Окуловка—Боровичи, в 7 км к востоку от города Окуловка. Расстояние до посёлка Кулотино — 6 км на северо-запад или 18 км по автомобильным дорогам.

## История
В XV—XVII вв. деревня Яковково находилась в Шегринском погосте Деревской пятины Новгородской земли.
В середине XV века деревня Яковково принадлежала знатному новгородцу Андрею Репину. В 1480-х была собственностью Ивана III. В 1495 принадлежала крупному новгородскому помещику Алексею Васильевичу Квашнину.
 В середине XVI века деревней владели его дети.
В 1773—1927 деревня Яковково находилась в Боровичском уезде Новгородской губернии. С начала XIX века до 1924 относилась к Шегринской волости Боровичского уезда.
Отмечена на специальной карте 1826—1840 годов.
В 1911 в деревне Яковково было 10 дворов с 15 домами и населением 25 человек. Имелась часовня.
Деревня Яковково относилась к Полищенскому сельсовету.

## Транспорт
Ближайшая ж/д станция расположена в Окуловке.